# Ліза Макґрілліс
Ліза Макґрілліс (англ. Lisa McGrillis; нар. 3 вересня 1982, Челтнем, Англія, Велика Британія) — англійська акторка театру, кіно та телебачення.

## Життєпис
Ліза Макґрілліс народилася 3 вересня 1982 року в Челтнемі, графство Ґлостершир, Англія. Дитинство провела в селі Скотбі недалеко від міста Карлайл, графство Камбрія. Її батько працював бухгалтером, а мати — вчителькою. Після закінчення середньої школи вступила у Нортумбрійський університет, де вивчала виконавське мистецтво.
У 2007 році Макґрілліс дебютувала в театрі, у п'єсі «The Pitmen Painters», режисером якої виступив Лі Голл, згодом почала виступати у виставах Королівського національного та Бродвейського театрів.
У 2012 році Ліза Макґрілліс виконала роль покоївки Маргарет у стрічці «Багато галасу з нічого», сфільмованій за однойменним твором Вільяма Шекспіра.
Ліза Макґрілліс дебютувала на телебаченні у 2012 році в серіалі «Гебберн». З 2014 по 2017 роки вона виконувала роль Рейчел Коулз в кримінальному телесеріалі «Інспектор Джордж Джентли», та «Матуся». 2018 року виконала роль Керолайн Маккой у телесеріалі «Без образ». У лютому 2019 року вона виконала роль Ганни Вайльд у «Смерть у раю». 2020 року виконала роль Сандри Маккей у телесеріалі «Мертва вода».
У 2019 Макґрілліс сфільмувалася в драматичному трилері Едгара Райта «Минулої ночі в Сого», в якому також знялися Аня Тейлор-Джой, Даяна Рігг та Метт Сміт.

## Особисте життя
26 липня 2015 року одружилася з шотландським актором Стюартом Мартіном у Флоренції, Італія. З ним познайомилася на різдвяній вечірці в Королівському національному театрі. У подружжя є син Джош (нар. 2016).
Ліза Макґрілліс є амбасадоркою благодійного фонду «PIPA».

## Фільмографія
| Рік       |   | Українська назва         | Оригінальна назва       | Роль                                     |
| --------- | - | ------------------------ | ----------------------- | ---------------------------------------- |
| 2007      | ф | Інша можливість          | The Other Possibility   | Анґеліна                                 |
| 2012      | ф | Багато галасу з нічого   | Much Ado About Nothing  | Маргарет                                 |
| 2012—2013 | с | Гебберн                  | Hebburn                 | Вікі Пірсон (13 серій)                   |
| 2014—2017 | с | Інспектор Джордж Джентлі | Inspector George Gently | Рейчел Коулз, сержант поліції (10 серій) |
| 2015      | с | Грибок Страховисько      | Fungus the Bogeyman     | Слина (2 серії)                          |
| 2016      | ф | Пас                      | The Pass                | Ліндсі                                   |
| 2016      | с | Мушкетери                | The Musketeers          | Жозефіна (1 серія)                       |
| 2016—2019 | с | Мама                     | Mum                     | Келлі (18 серій)                         |
| 2018      | с | Без образ                | No Offence              | Керолайн Маккой (6 серій)                |
| 2018      | ф | Тільки ти                | Only You                | Карлі                                    |
| 2019      | с | Смерть у раю             | Death in Paradise       | Ганна Вайльд (1 серія)                   |
| 2020      | с | Мертва вода              | Deadwater Fell          | Сандра Маккей (4 серії)                  |
| 2020      | ф | Минулої ночі в Сохо      | Last Night in Soho      | жінка-детектив                           |
| 2023      | с | Сексуальна освіта        | Sex Education           | Джоанна (7 серій)                        |
| 2024      | с | Суперники                | Rivals                  | Валері Джонс (8 серій)                   |